# Герб Половинского района
Герб муниципального образования Половинский район Курганской области — официальный символ Половинского района Курганской области.
Утверждён решением Половинской районной Думы от 27 ноября 2014 года № 172. Внесён в Государственный геральдический регистр Российской Федерации под № 9932.

## Описание
«В стеннозубчато рассечённом червлёном и зелёном поле, в червлени — кадуцей накрест с цепом, в зелени — цеп накрест с казачьей пикой. Все фигуры золотые. Щит увенчан муниципальной короной – золотой о пяти видимых остроконечных зубцах».
Корона, венчающая щит, является геральдической короной достоинства, приличествующей району как муниципальному образованию. Герб может воспроизводиться как в полной версии (с короной), так и в сокращённой (без короны). Обе версии герба равноправны и имеют одинаковый статус.

## Создание герба
Было разработано 11 проектов гербов. В результате проведённого опроса, в котором приняли участие главы сельсоветов, депутаты, работники предприятий, организаций и учреждений, население Половинского района, решением Половинской районной Думы был утверждён один из проектов герба и флага, набравший наибольшее количество положительных откликов.